# アルフレッド・カーデュー・ディクソン
初代ワーフォード準男爵、サー・アルフレッド・カーデュー・ディクソン（英: Sir Alfred Cardew Dixon, 1st Baronet Warford、1865年5月22日 - 1936年5月4日
、FRS）は、イギリスの数学者。

## 経歴
1865年、ヨークシャーのノースアラートンにて出生した。ロンドン大学をMAで卒業した。1883年ケンブリッジ大学トリニティ・カレッジに入学し1886年に数学のトライポスでシニア・ラングラーとして卒業した。1888年、年内2つ目のスミス賞を受賞し、トリニティ・カレッジフェローに選出された。1897年、ケンブリッジ大学でSc.D.の学位を獲得した。1893年から1901年までゴールウェイ大学クイーンズ・カレッジの数学教授を務め、1901年からはクイーンズ大学ベルファストの学科長に任命された。1930年まで職務を全うし、名誉教授の称号を得て退職した。
1904年、王立協会のフェローに選出された。1931年から1933年まで、ロンドン数学会会長を務めた。クイーンズ大学は1932年に、ディクソンにD.Sc.の名誉学位を授与した。

## 研究内容
ディクソンの功績は、微分方程式の分野で知られる。早期の作品ではフレドホルムとは独立してフレドホルム積分方程式を研究した。アーベル積分、保型関数、関数方程式を研究して、常微分方程式と偏微分方程式の両分野で活躍した。 
1894年、 The Elementary Properties of the Elliptic Functions を執筆した。 特定の楕円関数（有理型二重周期関数）は、恒等式cm(z)3 + sm(z)3 = 1を満たす関数cm, smを与える。これはディクソン楕円関数と呼ばれる。
ディクソンの恒等式は二項係数や超幾何関数に関係する幾つかの恒等式である。次の恒等式は1891年にディクソンが証明したものの一つである。
{\displaystyle \sum _{k=0}^{2n}(-1)^{k}{2n \choose k}^{3}=(-1)^{n}{\frac {(3n)!}{(n!)^{3}}}}

## 主な出版物
- Dixon, A. C. (1890). “On the doubly periodic functions arising out of the curve x3 + y3 − 3αxy = 1”. The Quarterly Journal of Pure and Applied Mathematics XXIV:  167–233.
- Dixon, A. C. (1891), “On the sum of the cubes of the coefficients in a certain expansion by the binomial theorem”, Messenger of Mathematics 20:  79–80, JFM 22.0258.01
- Dixon, A. C. (1893). “Extension of a theorem in plane geometry”. The Quarterly Journal of Pure and Applied Mathematics 26:  212-214.
- Dixon, A. C. (1899), “On certain deformable frameworks”, Messenger of Mathematics 29:  1–21, JFM 30.0622.02
- Dixon, Alfred Cardew (1894). The elementary properties of the elliptic functions, with examples. University of California Berkeley. London, New York: Macmillan
- Dixon, A. C. (March 1908), “The Conic through Five Given Points”, The Mathematical Gazette (The Mathematical Association) 4 (70):  228–230, doi:10.2307/3605147, JSTOR 3605147
- Dixon, A. C. (1913). “A geometrical discussion of the results of Jacobi’s transformation theory in relation to coaxial circles and linkages.”. The Quarterly Journal of Pure and Applied Mathematics 44:  331-363.